# Кулієв Рафік Ісраїлогли
Рафік Ісраїлогли Кулієв (згідно частини джерел — Рафік Ісрафілогли Кулієв)) (нар. 5 лютого 1950 (за іншими даними 10 лютого), Баку) — радянський футболіст, що грав на позиції захисника та півзахисника. Відомий насамперед за виступами за бакинський клуб «Нефтчі» у вищій лізі СРСР, нетривалий час виступав також за СК «Луцьк». По завершенні ігрової кар'єри — радянський футбольний арбітр.

## Клубна кар'єра
Рафік Кулієв народився в Баку, і є вихованцем футбольної школи НГДУ «Лєніннєфть». У 1967 році здібний молодий футболіст був запрошений до головної команди Азербайджану радянських часів — бакинського «Нефтчі». У цьому ж році Рафік Кулієв був одним із 40 молодих футболістів, запрошених на збори юнацької збірної СРСР. Наступного сезону Рафік Кулієв дебютував у складі «Нефтчі» у вищій союзній лізі, а з 1969 року став одним із основних гравців захисної ланки бакинської команди. Відзначався непоступливою, часто жорсткою грою. У 1971 році за бійку на футбольному полі під час матчу із ростовським СКА разом із кількома іншими футболістами «Нефтчі» (серед яких були Анатолій Банішевський, Сергій Крамаренко та Олександр Мірзоян) Рафік Кулієв мав бути дискваліфікований на три роки, а бакинський клуб відсторонений від участі в чемпіонаті СРСР, і лише втручання тодішнього першого секретаря компартії Азербайджану Гейдара Алієва спонукало футбольне керівництво Радянського Союзу відмінити це рішення. Ще наступного, 1972 року бакинський клуб зіграв у вищому дивізіоні СРСР, і за результатами цього сезону вибув до першої ліги. У першому дивізіоні Рафік Кулієв грав за бакинський клуб ще два роки, а на початку 1975 року перейшов до СК «Луцьк», який на той час представляв команду майстрів Прикарпатського військового округу. У луцькій команді Рафік Кулієв виступав протягом одного року, у якому луцькі армійці вибороли бронзові медалі української зони другої ліги (щоправда, Рафіку Кулієву медаль не було вручено), та виступав у перехідному турнірі за право виходу до першої ліги, який, втім, закінчився для луцьких армійців невдало. Із початку 1976 року Рафік Кулієв повертається до бакинського клубу, відвойовує собі місце в основному складі команди, та разом із клубом стає срібним призером турніру, що дозволило бакинським футболістам повернутись до вищої союзної ліги. У вищій лізі в складі бакинського клубу Рафік Кулієв грав до кінця 1979 року, після чого закінчив кар'єру футболіста.

## Суддівська кар'єра
У 1984 році Рафік Кулієв розпочав кар'єру футбольного арбітра. Першим проведеним матчем для Рафіка Кулієва як футбольного судді став кубковий матч київського «Динамо» проти кишинівського «Ністру» (був асистентом головного арбітра). Згодом провів як головний арбітр 7 матчів у вищій союзній лізі, 11 — у першій союзній лізі, 4 — у Кубку СРСР та 7 у Кубку Федерації футболу СРСР. У 1984—1987 роках як арбітр представляв місто Баку, а у 1988—1991 роках — підмосковне місто Хімки. Має звання судді всесоюзної категорії.